# Список умерших в 1412 году

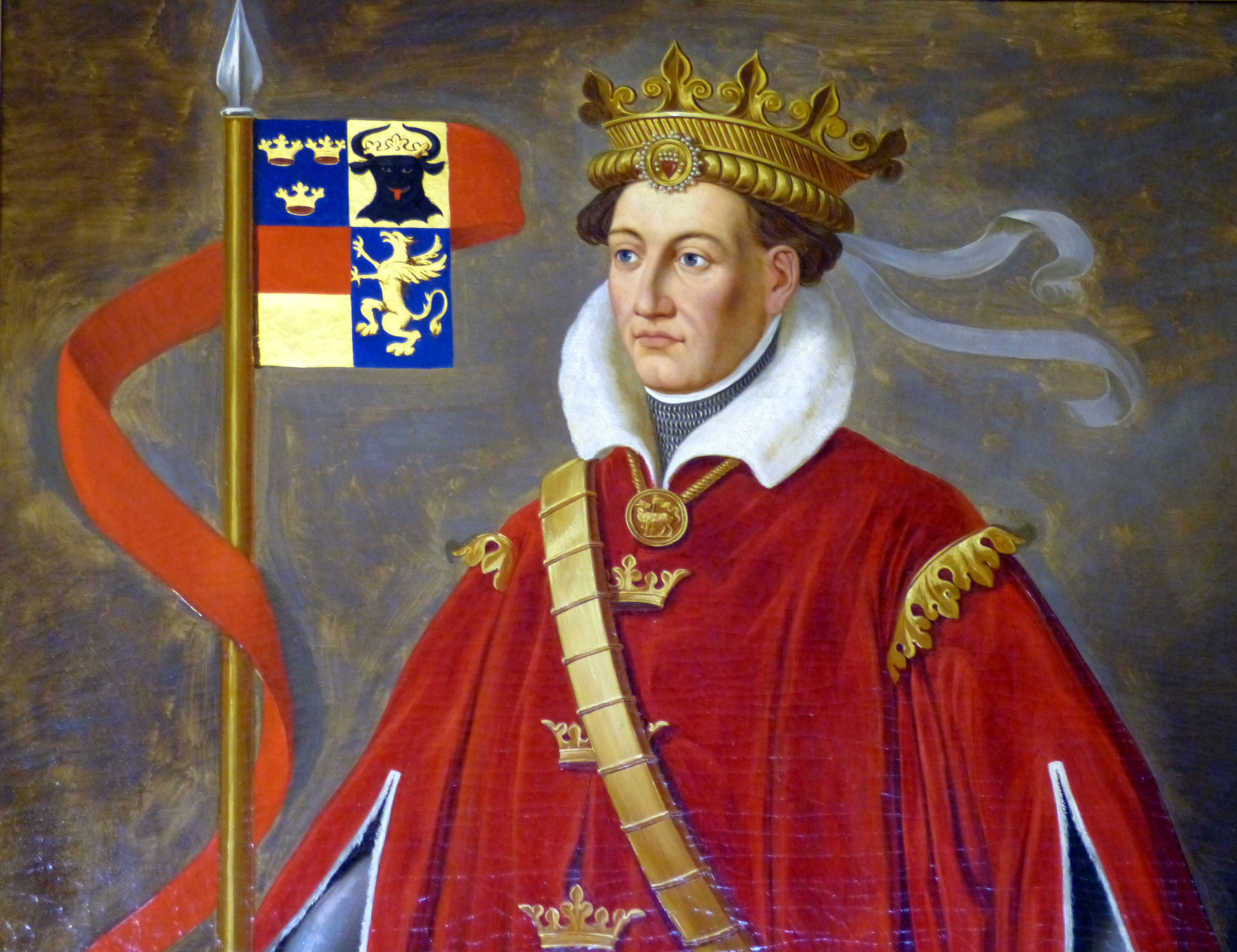
Альбрехт Мекленбургский

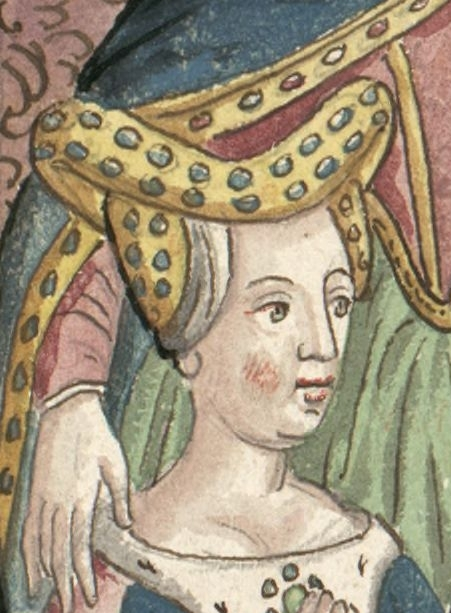
Екатерина де Вандом

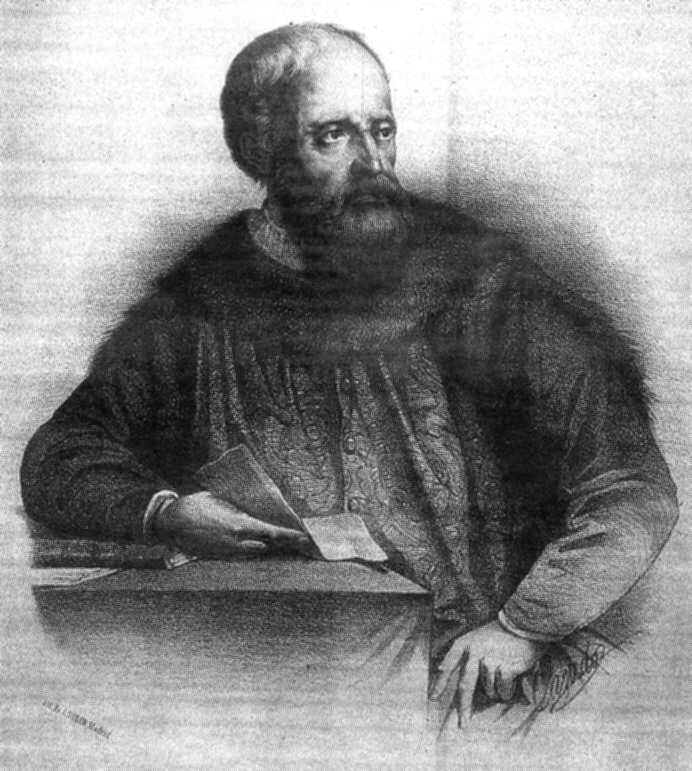
Руй Гонсалес де Клавихо

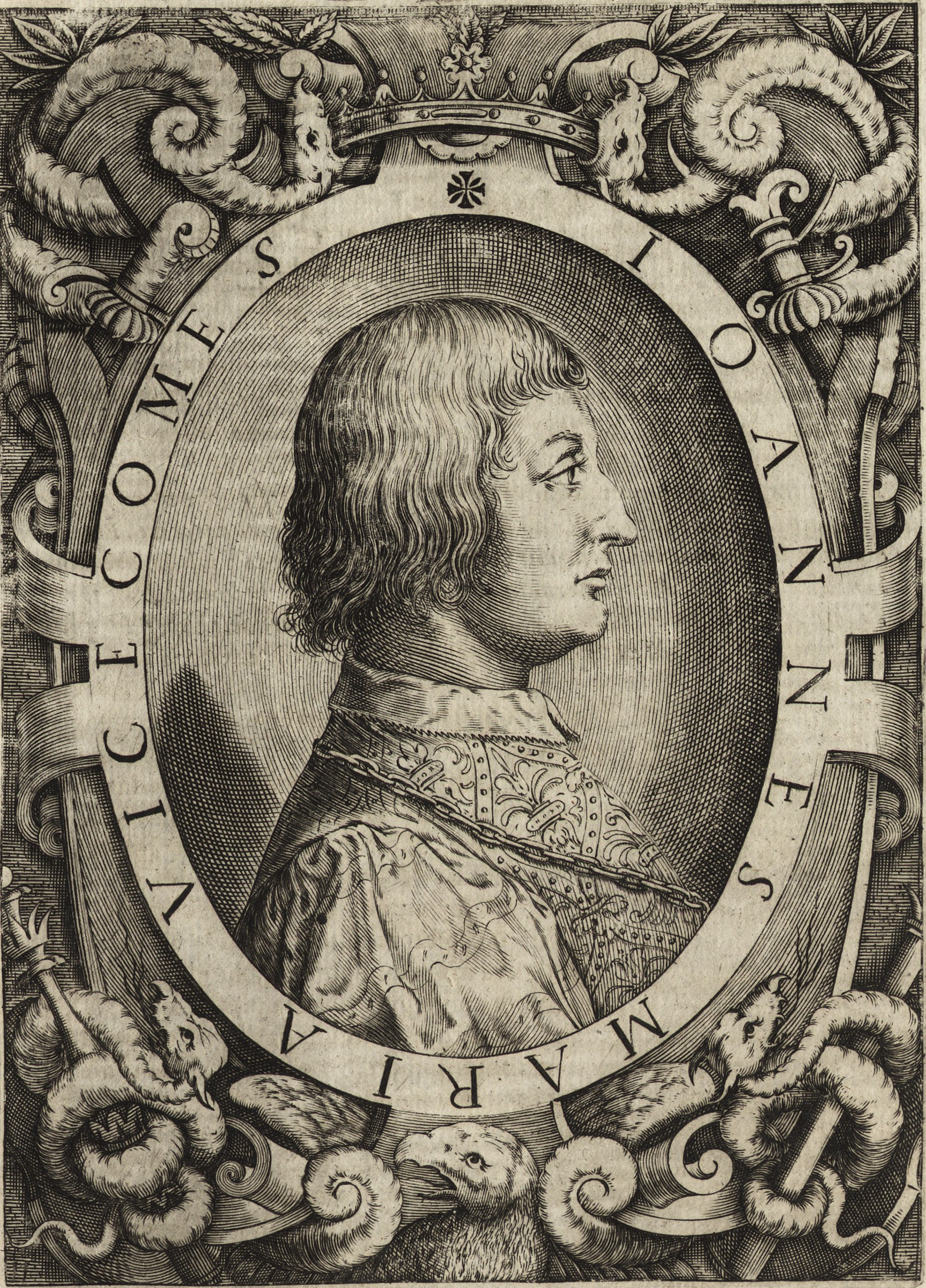
Джан Мария Висконти

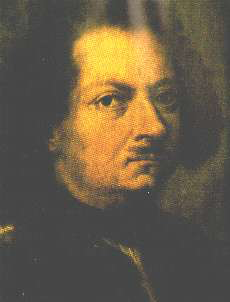
Фачино Кане

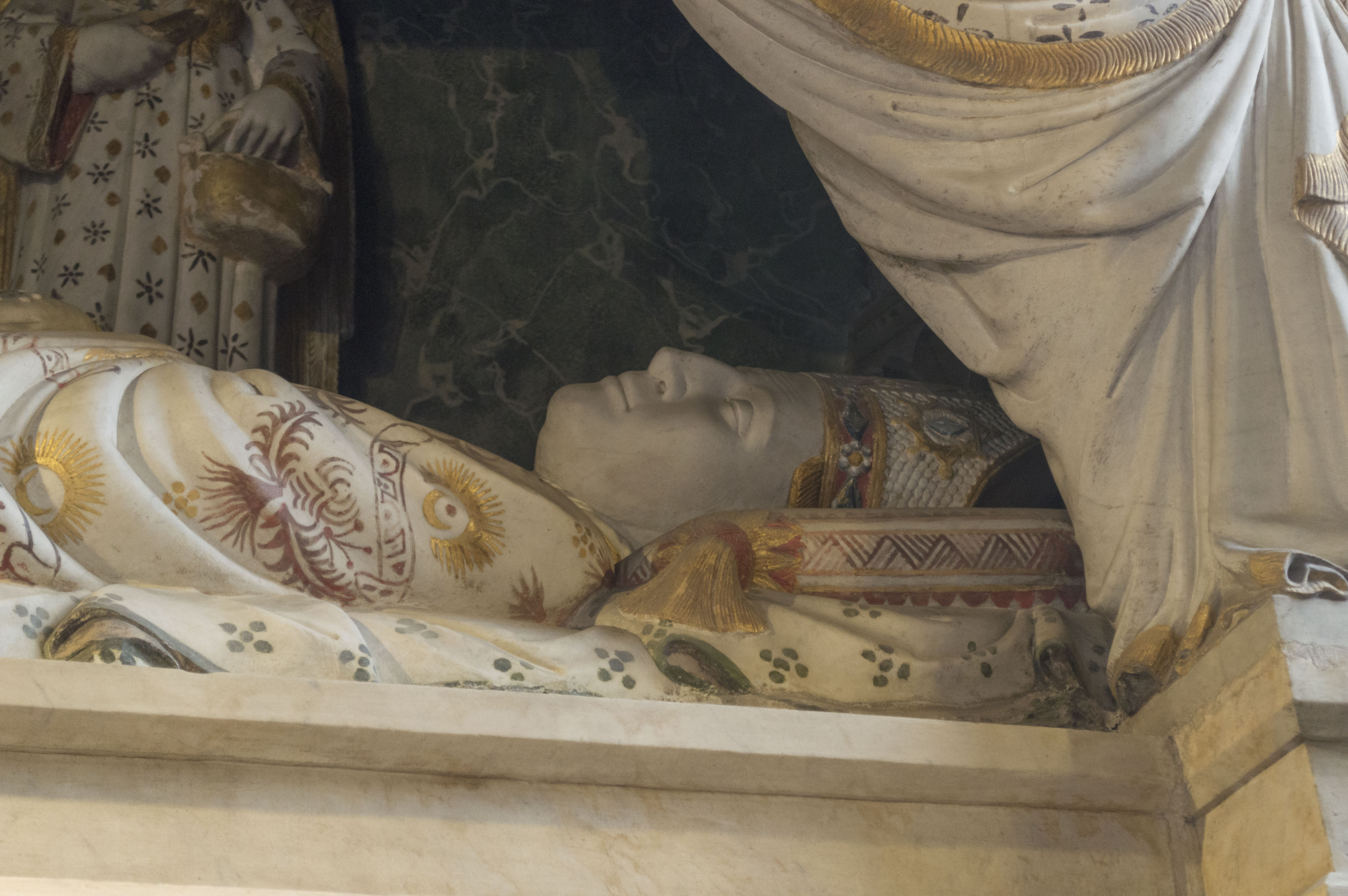
Энрико Минутоли

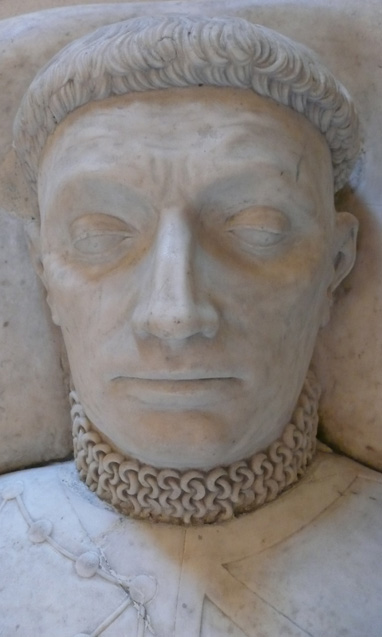
Пьер д’Эврё

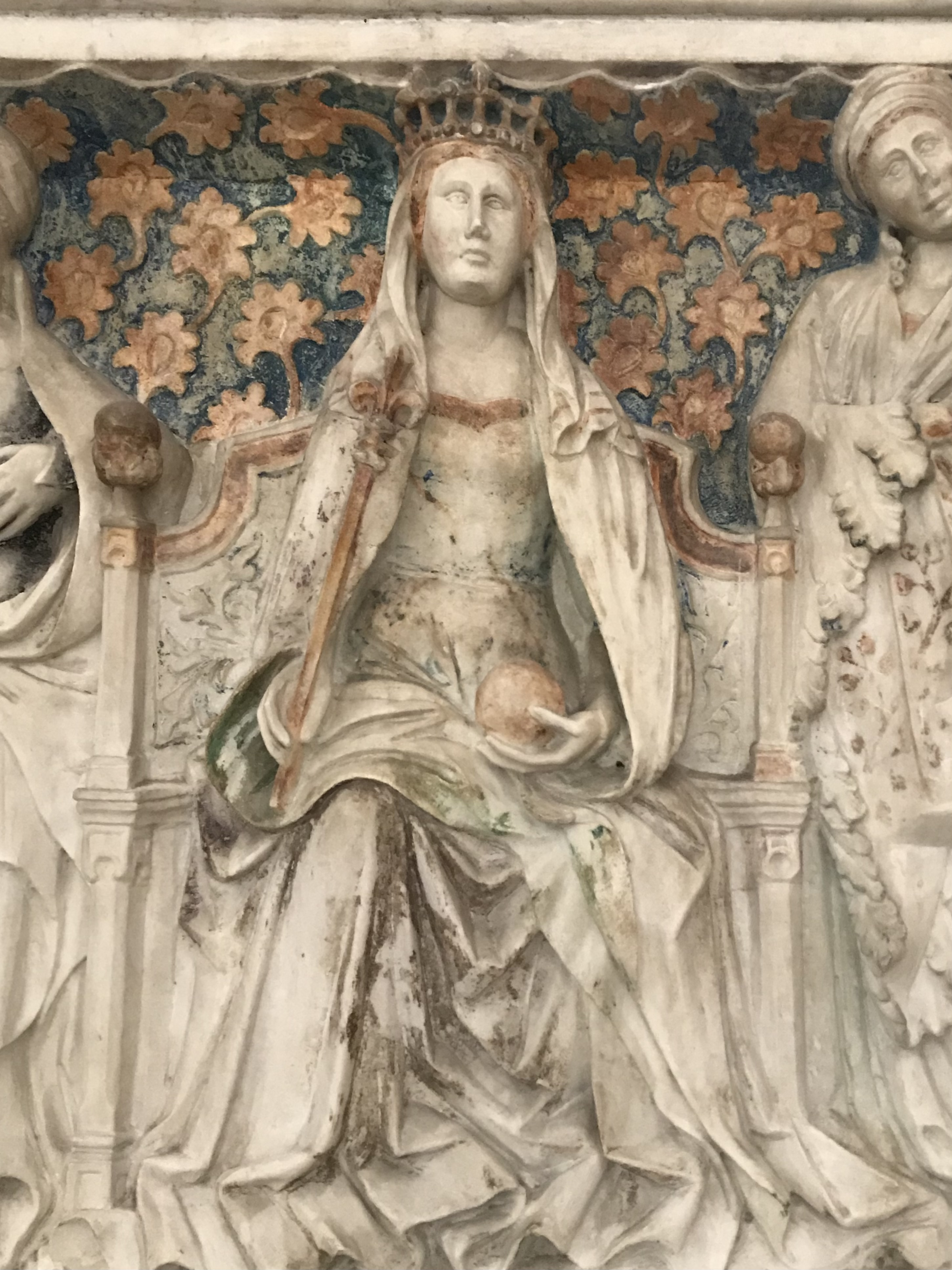
Маргарита Анжуйско-Неаполитанская

Маргрете I

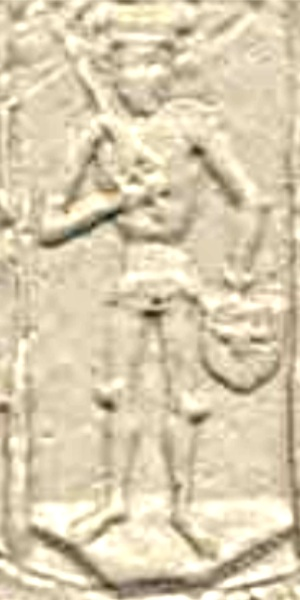
Конрад III Старый

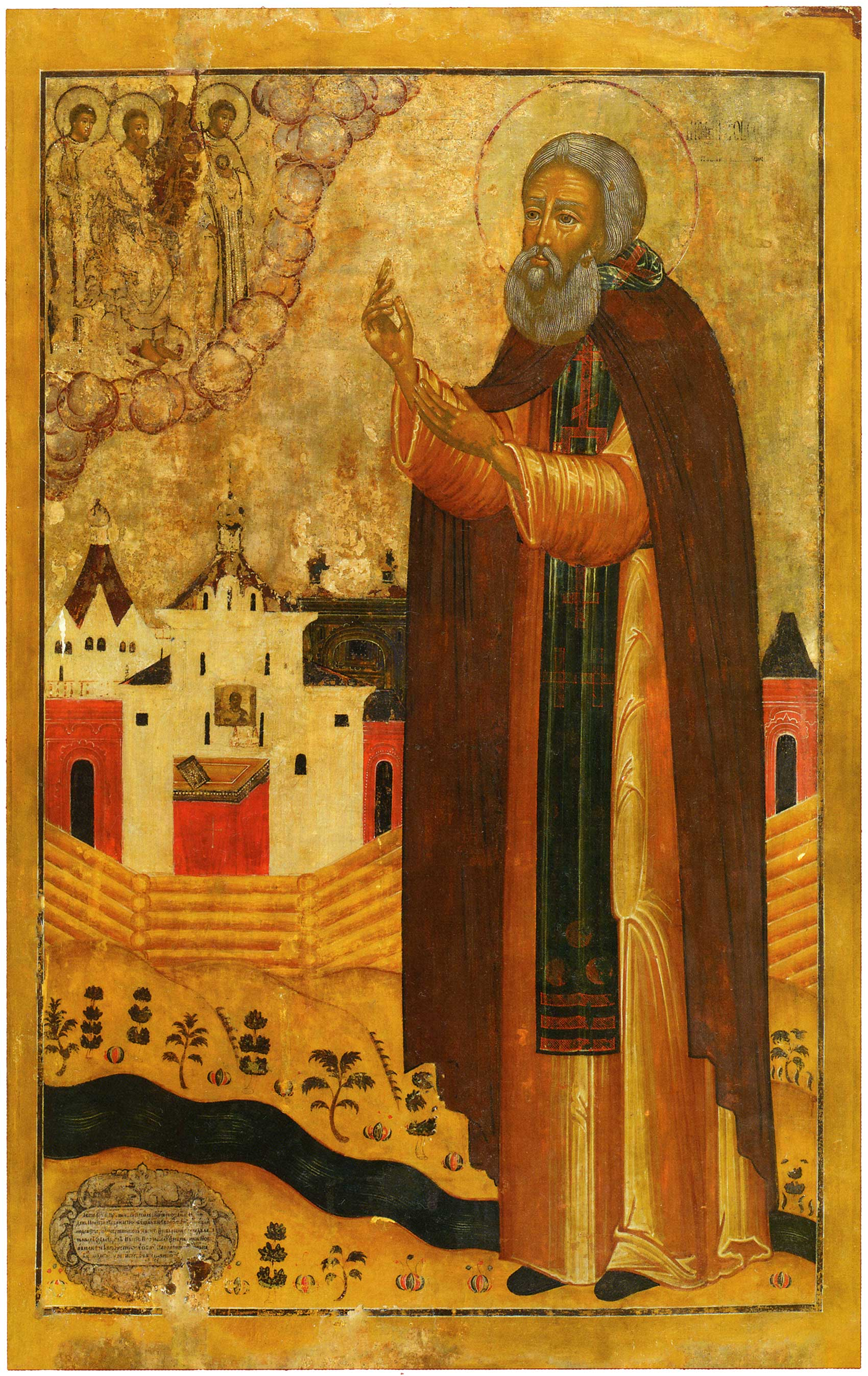
Сергий Нуромский

В этой статье представлен список известных людей, умерших в 1412 году.
См. также: Категория:Умершие в 1412 году

## Январь
- 27 января — Джон Брэдмор — английский практикующий хирург, придворный врач во время правления короля Генриха IV, автор трактата Philomena.
- 29 января — Симон Сеченьи — крупный венгерский барон и военачальник.

## Февраль
- 4 февраля — Ас-Салих Хаджжи II — последний мамлюкский султан Египта из династии Бахритов (1382, 1389—1390)

## Март
- 5 марта — Альфонсо де Арагон и Вейя — арагонский дворянин, граф Дении (с 1355), граф Рибагорса (с 1358 или 1381), первый маркиз Вильены  (с 1366), первый герцог Гандия (с 1399), первый коннетабль Кастилии (1382—1391).

## Апрель
- 1 апреля:
  - Альбрехт Мекленбургский — король Швеции (1364—1389), герцог Мекленбурга (1384—1412);
  - Екатерина де Вандом — французская аристократка, дочь графа Вандома Жана VI, графиня де Вандом и Кастр (1372—1403), графиня-консорт де Ла Марш (1364—1393), жена Жана I Бурбона, графа де Ла Марш, основоположница Вандомской ветви рода Бурбонов.
- 2 апреля — Руй Гонсалес де Клавихо — испанский дипломат и путешественник, посетивший двор Тамерлана в Мавераннахре.

## Май
- 16 мая:
  - Джан Мария Висконти (23) — 2-й герцог Миланский (1402—1412); убит заговорщиками;
  - Фачино Кане — итальянский кондотьер.
- 23 мая — Ан-Насир Фарадж — мамлюкский султан Египта из династии Бурджитов (1399—1405, 1405—1412); убит.

## Июнь
- 17 июня — Энрико Минутоли — итальянский куриальный кардинал, Епископ Битонто (1382—1383), Архиепископ Трани (1383), архиепископ Неаполя (1383—1400), Камерленго Священной Коллегии кардиналов  (1390—1412), Камерленго Святой Римской Церкви (1406—1412), Кардинал-священник с титулом церкви Сант-Анастазия'(1389—1409), Кардинал-епископ Сабины'(1409—1412), Декан Священной Коллегии Кардиналов (1408—1412).
- 21 июня — Фридрих X фон Цоллерн — немецкий дворянин, граф фон Цоллерн (1377/1379—1412).

## Июль
- 28 июля — Йиндржих III из Рожмберка — чешский государственный деятель и влиятельный феодал из рода Рожмберков, один из предводителей Панского союза, противостоявшего власти короля Вацлава IV Люксембургского, высочайший бургграф Чешского королевства (1396—1398, 1400—1403).
- 29 июля — Пьер д’Эврё (46) — французский аристократ, граф Мортен (1376—1412), сын Карла Злого, короля Наварры.

## Август
- 2 августа — Чонан-ванху (57) — королева-консорт корейского государства Чосон (1398—1400), жена Чонджона .
- 6 августа — Маргарита Анжуйско-Неаполитанская (65) — дочь Карла, герцога Дураццо, королева-консорт Неаполя (1382—1386), королева-консорт Венгрии (1385—1386), княгиня-консорт Ахейская (1383—1386), жена Карла III Малого, регент Неаполитанского королевства (1386—?); умерла от чумы.
- Лаззарино II дель Карретто — маркграф марки Ди Финале и маркграф Ноли (1392—1412)

## Сентябрь
- Пьетро ди Салуццо — епископ Манда (1409—1412)

## Октябрь
- 28 октября  — Маргрете I — королева Дании (1387—1396), королева Норвегии (1387—1389), королева Швеции (1389—1396)

## Декабрь
- 20 декабря или 28 декабря — Конрад III Старый — князь Олесницкий, Козленский, Бытомский и Сцинавский (1377—1412), до 1403 — совместно с отцом Конрадом II.
- 29 декабря — Феофил Омучский (Лужский чудотворец) — преподобный Русской православной церкви, основатель Омучской пустыни.

## Дата неизвестна или требует уточнения
- Аршамбо де Грайи — виконт де Кастийон и сеньор де Гюрсон (с 1356), капталь де Бюш, сеньор де Грайи, граф де Бенож, де Лаво и де Лонгвиль (с 1376), граф де Фуа, виконт де Беарн, де Марсан, де Габардан и де Лотрек, князь-соправитель Андорры (по праву жены) (с 1398), виконт де Кастельбон и де Сердань (по праву жены) (с 1400), капитан-генерал Лангедока (с 1412), гасконский военачальник.
- Джелал ад-Дин-хан — хан Золотой Орды (1411—1412); убит в междоусобной борьбе.
- Иаков Омучский — преподобный Русской православной церкви, устроитель Омучской пустыни
- Олдзей Тэмур-хан — великий хан Монгольской империи из династии Северная Юань (1408—1412), убит
- Орхан-бей Саруханид — бей Саруханогуллары (1378/79—1389, 1402—1404)
- Раймондо I дель Бальцо — сеньор Мольфетты и Джовенаццо, барон ди Рутино и Поццоманьо.
- Сергий Нуромский— русский святой, чудотворец, монах, ученик Сергия Радонежского, основатель Спасо-Нуромского монастыря.
- Тимур-хан — хан Золотой Орды (1410—1412), убит в междоусобной борьбе.
- Иоанн Чикония — фламандский композитор и теоретик музыки.